# 2040 (film)
Pour l’article homonyme, voir 2040.
Pour plus de détails, voir Fiche technique et Distribution.
2040 est un film documentaire australien réalisé par Damon Gameau, sorti en 2019. Le film s’intéresse aux conséquences du changement climatique dans les 20 prochaines années et aux solutions qui existent aujourd'hui pour les contrer.
Le film sort en France le 26 février 2020, avec la voix de Kyan Khojandi.

## Synopsis
Gameau imagine un avenir pour sa fille dans lequel le changement climatique n'a pas été contré. Il traite des différents domaines qui contribuent grandement au changement climatique et propose des solutions et des technologies disponibles aujourd'hui qui sont capables d'éviter la catastrophe.

## Production
En France, le documentaire est doublé par Kyan Khojandi, qui a également participé au précédent film de Damon Gaveau Sugarland.

## Accueil
2040 a reçu des critiques globalement positives. Rotten Tomatoes rapporte que 100 % des 33 critiques de cinéma sont positives, avec une moyenne de 7,10 sur 10.